# Shōgun
Shōgun (将軍? lett. "comandante dell'esercito", anche italianizzato in sciogun, pron. [ʃoˈɡun]) era un titolo non ereditario conferito ai dittatori politici e militari che governarono il Giappone tra il 1192 e il 1868. Il titolo, equivalente al grado di generale, era riservato alla carica più alta delle forze armate del paese, ed è un'abbreviazione di sei-i taishōgun (征夷大将軍? lett. "grande generale dell'esercito che sottomette i barbari"). Prima del periodo Kamakura il titolo era utilizzato per riferirsi ai generali che combatterono contro gli Emishi, ed è solo dal 1192 in poi che passò a indicare i capi dell'élite militare che governò il paese per i secoli successivi. Nonostante ogni shōgun dovesse essere nominato tale dall'imperatore, la nomina era un atto puramente formale. I poteri dello shōgun erano quelli di un capo del governo, piuttosto simili a quelli dei cancellieri nelle monarchie europee, dove quindi, analogamente, vi era una sorta di diarchia costituita da un lato dal monarca e dall'altro dal cancelliere da lui nominato.

## I primisei-i taishōgun
Originariamente l'Imperatore del Giappone concedeva il titolo di sei-i taishōgun a quelli che erano reputati i migliori tra i comandanti delle spedizioni militari. Di questi, i più importanti furono Ōtomo no Otomaro, Sakanoue no Tamuramaro e Fun'ya no Watamaro, i quali comandarono l'esercito giapponese durante la guerra dei 38 anni (三十八年戦争?, sanjūhachinen sensō), una guerra combattuta dal 774 all'811 contro gli Emishi, una popolazione ostile che risiedeva nella parte nord-est dell'isola di Honshū (oggi Regione di Tōhoku).
Successivamente il titolo cadde in disuso e venne usato solo altre due volte prima del periodo Kamakura. Una nel 940 quando Fujiwara no Tadabumi venne nominato sei-i taishōgun per sedare la ribellione di Taira no Masakado, e la seconda nel 1184 durante la guerra Genpei, quando Minamoto no Yoshinaka costrinse l'imperatore Go-Shirakawa a nominarlo sei-i taishōgun, tuttavia venne ucciso poco dopo da Minamoto no Yoshitsune.

## Shogunato Kamakura (1192-1333)

Minamoto no Yoritomo, fondatore dello shogunato Kamakura

Dagli intrighi di corte e dalla guerra Genpei che ne seguì, emerse vincitore Minamoto no Yoritomo, uno dei capi del clan Minamoto, che per ottenere lo scopo strinse alleanza con i capi del clan Hojo. Dalla sua fortezza, costruita nel feudo di Kamakura, organizzò un potente esercito che distrusse le armate dei Taira nella battaglia di Dan-no-ura del 1185, divenendo il dominatore della politica giapponese.
Yoritomo ristrutturò il sistema amministrativo del paese e ottenne, nel 1192, il titolo di shōgun dall'imperatore Go-Toba. Dato il potere supremo che aveva accumulato con la corruzione, divenne di fatto il governatore del paese annullando il potere politico dell'Imperatore e dei clan rivali, e impose l'ereditarietà del titolo creando lo shogunato (幕府?, bakufu) Kamakura. Il potere politico dell'Imperatore, salvo brevi periodi, sarebbe tornato effettivo solo nel XIX secolo, con la caduta dell'ultimo shōgun.
Gli shōgun che succedettero a Yoritomo furono tutti membri del clan Minamoto o di rami del clan stesso, anche se nel caso dello shogunato Tokugawa tale discendenza, sostenuta dal clan Tokugawa, non è comprovata da fonti storiche.
Durante questo shogunato, il ruolo di capo del governo, il mandokoro, era detto shikken. Il ruolo fu affidato alla famiglia Hōjō, imparentata con gli imperatori. Alla morte di Yoritomo, Hōjō Tokimasa detenne il potere per alcuni anni prima che Yoriie fosse investito shōgun, e alla morte di questi fu in grado di far eleggere Sanetomo, figlio di Yoritomo e di Hōjō Masako, come suo successore, rinforzando l'influenza del clan e assicurandosi l'ereditarietà della posizione di shikken, che spesso divenne più potente di quella degli shōgun Kamakura.
Il governo militare inaugurato da Yoritomo, che prese il nome di shogunato Kamakura, vide alternarsi otto suoi discendenti e durò fino al 1333, quando l'imperatore Go-Daigo rovesciò lo shōgunato con l'aiuto del clan Ashikaga nel tentativo di restaurare il potere imperiale.

## Restaurazione Kenmu (1333-1336)
Dopo la caduta dello shogunato Kamakura, con il tentativo di ripristino del potere imperiale che va sotto il nome di Restaurazione Kenmu, il titolo di shōgun fu assunto dal principe Morinaga (o Moriyoshi), figlio dell'imperatore Go-Daigo. Tuttavia, inviso all'aristocrazia militare capeggiata dal clan Ashikaga, Morinaga fu deposto e imprigionato con l'accusa di cospirare contro Ashikaga Takauji, e il titolo di shōgun fu assegnato al fratellastro, il principe Narinaga. Questi, a sua volta, fu vittima delle trame degli Ashikaga, che scesero in guerra contro le truppe imperiali riportando la vittoria nel 1336. Occuparono la capitale Heian, l'odierna Kyoto, deposero Narinaga e nominarono nuovo imperatore Kōmyō, figlio dell'imperatore Go-Fushimi.
Go-Daigo fu costretto a rifugiarsi con la sua corte a Yoshino, nell'odierna prefettura di Nara, dando il via al cosiddetto periodo Nanboku-chō. In questo periodo, che va dal 1336 al 1392, si ebbe la contrapposizione di due corti imperiali: la Corte del Nord, insediata da Ashikaga Takauji, aveva sede a Kyoto ed era appoggiata dal bakufu degli Ashikaga; e la Corte del Sud fondata dall'imperatore Go-Daigo, che aveva sede a Yoshino, presso Nara. Il conflitto tra le due corti si sarebbe risolto nel 1392, quando le armate dello shogunato avrebbero avuto la meglio su quelle della corte di Yoshino.

## Shogunato Ashikaga (1336-1573)

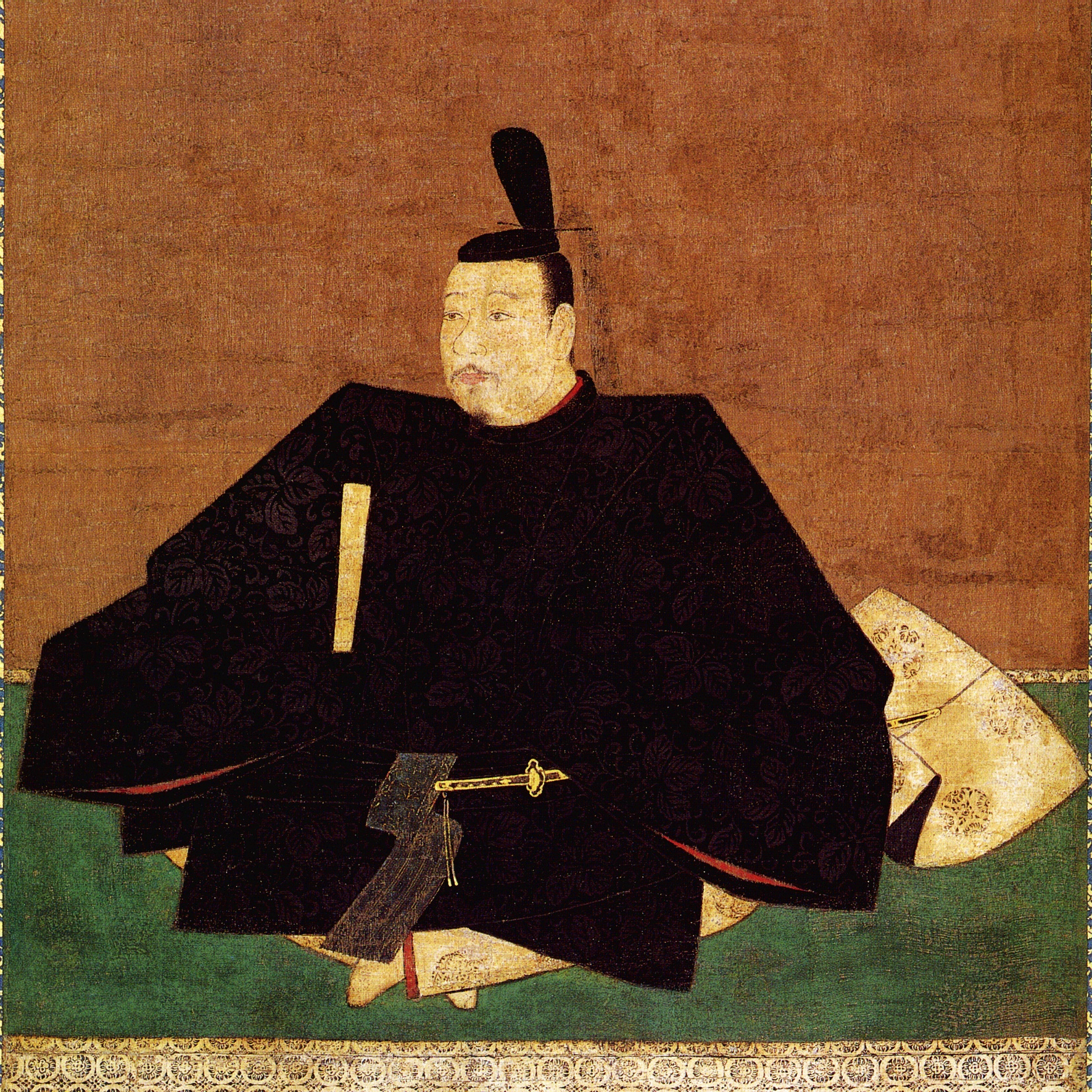
Ashikaga Takauji, fondatore dello shogunato Ashikaga

Nel 1336 era intanto nato lo shogunato Ashikaga, che avrebbe caratterizzato il periodo Muromachi della storia giapponese. Il nome Muromachi proviene dall'omonima strada di Heian, che era capitale del Giappone, dove gli Ashikaga costruirono la loro roccaforte.
Dopo aver aiutato l'imperatore Go-Daigo ad avere la meglio sul bakufu Kamakura e restaurare il potere imperiale, i membri principali del clan Ashikaga, i fratelli Takauji e Tadayoshi, furono delusi dalle scelte politiche del monarca e restaurarono lo shogunato. Il primo degli shōgun fu Ashikaga Takauji, che fu ufficialmente investito del titolo nel 1338. Gli succedettero altri 14 shōgun, l'ultimo dei quali, Ashikaga Yoshiaki, fu sconfitto nel 1573 dalle truppe ribelli al comando di Oda Nobunaga, grande generale e capo dell'emergente clan Oda.
La crisi di potere dello shogunato Ashikaga diede il via al periodo Sengoku (戦国時代?, Sengoku jidai), in cui l'instabilità politica sfociò in un'interminabile serie di guerre civili conclamate, che divisero ulteriormente il paese. In seguito a diverse battaglie vittoriose, Oda Nobunaga diede il via alla riunificazione del paese, e nel periodo in cui rimase al potere ristrutturò profondamente le gerarchie dell'aristocrazia giapponese, assegnando ai suoi vassalli i feudi dei clan sconfitti, ma soprattutto arrestando il declino del prestigio imperiale e riportandolo ai suoi antichi fasti. Tuttavia Oda Nobunaga non volle mai accettare la carica e Toyotomi Hideyoshi, che proseguì l'operato di Nobunaga dopo la sua morte, non poté averla per le sue umili origini; il titolo, di conseguenza, venne usato nuovamente solo diversi anni dopo la morte di Oda Nobunaga da Tokugawa Ieyasu.

## Shogunato Tokugawa (1603-1868)

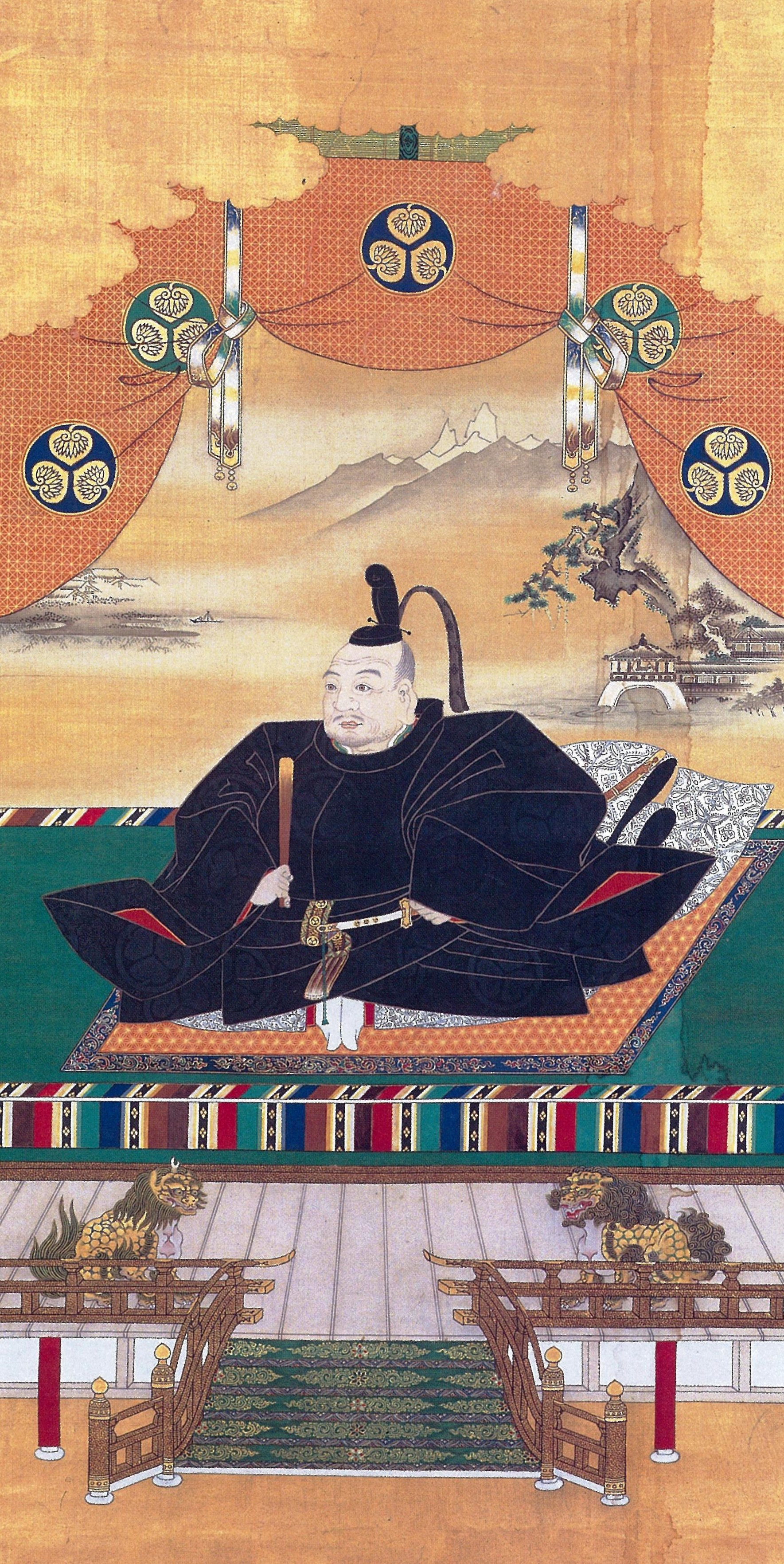
Tokugawa Ieyasu, fondatore dello shogunato Tokugawa

Le guerre civili ebbero termine nel 1600 con la grande battaglia di Sekigahara, vinta dalla coalizione comandata dal generale Tokugawa Ieyasu, capo dell'influente clan Tokugawa e maggior alleato del defunto Oda Nobunaga. Ebbe ragione delle truppe fedeli agli Ashikaga e completò il processo di riunificazione del paese iniziato da Oda Nobunaga. La vittoria dei Tokugawa comportò un lungo periodo di pace e stabilità politica per il paese, tormentato da 150 anni di guerre civili più o meno dichiarate. Ieyasu venne nominato shōgun nel 1603 dall'Imperatore Go-Yōzei e fondò lo shogunato Tokugawa, l'ultimo della storia giapponese. Spostò la capitale a Edo, l'odierna Tokyo, dando inizio al periodo Edo, che sarebbe durato fino al 1868, quando lo shogunato ebbe termine e fu ripristinato il potere politico dell'imperatore.
Ieyasu ebbe 14 successori, l'ultimo dei quali, Tokugawa Yoshinobu dovette rassegnare le dimissioni nel 1868, a seguito della guerra Boshin, persa contro le truppe dei clan fedeli all'Imperatore Meiji. La crisi che stava attraversando il paese da diverso tempo, si era acuita con l'intromissione nella politica interna delle potenze occidentali, in particolare degli Stati Uniti, che con la minaccia di aggressione obbligarono lo shōgun ad aprire i porti giapponesi al commercio con l'estero. Il paese uscì dall'isolamento in cui si era chiuso da lungo tempo e questo venne preso come pretesto da quei clan che erano stati messi in minoranza dopo la sconfitta di tre secoli prima a Sekigahara.
Le forze contrarie all'ingerenza straniera si coagularono dietro alla figura dell'Imperatore e diedero luogo alla guerra Boshin (1868-1869) contro il potere dello shogunato. Dopo una serie di pesanti sconfitte, Yoshinobu fu costretto a rimettere i suoi poteri nelle mani del sovrano e venne confinato agli arresti domiciliari nel 1868. Le ultime sacche di resistenza da parte delle forze fedeli allo shogunato furono eliminate con le decisive sconfitte del 1869. Ebbe così fine il potere degli shōgun, con il ritorno al potere politico del sovrano, che diede inizio al rinnovamento Meiji.
Nonostante lo smantellamento dello shogunato, il clan Tokugawa mantenne una notevole influenza sia economica sia politica. Infatti i due capifamiglia successivi alla caduta dello shogunato, Tokugawa Iesato e Tokugawa Iemasa furono entrambi presidenti della Camera dei pari. L'attuale capofamiglia Tsunenari Tokugawa è il fondatore e presidente della Tokugawa memorial foundation, un'organizzazione no profit che si occupa della preservazione del patrimonio storico e artistico e di promuovere lo studio della storia del Giappone.

## Utilizzo nel Giappone moderno
Nel Giappone odierno il termine "shōgun" continua a essere usato in modo colloquiale. Per esempio capita spesso che un ex Primo ministro che continua a esercitare una forte influenza da dietro le quinte venga chiamato "shōgun ombra" (闇将軍?, yami shōgun), soprattutto dalla stampa, in richiamo al sistema del governo del chiostro. Due esempi di "shōgun ombra" sono l'ex Primo ministro Kakuei Tanaka e il politico Ichirō Ozawa.